# Municipio de Quecholac
El municipio de Quecholac es uno de los 217 municipios en que se encuentra dividido el estado mexicano de Puebla. Se localiza en la parte centro este del estado de Puebla y su cabecera es la población del mismo nombre.

## Geografía
Quecholac se encuentra localizado en el centro-este del estado de Puebla y forma parte de la Región 3 Ciudad Serdán. Tiene una extensión territorial de 187 407 kilómetros cuadrados que lo convierten en el 83 municipio más extenso del estado. Sus coordenadas geográficas extremas son 18° 53′ - 19° 1′ de latitud norte y 97° 32′ - 97° 45′ de longitud oeste; su altitud fluctúa entre 2 900 y 2 060 metros sobre el nivel del mar.
Limita al norte con el municipio de General Felipe Ángeles, al noreste con el municipio de San Juan Atenco, al este con el municipio de Chalchicomula de Sesma, al sureste con el municipio de Palmar de Bravo, al suroeste con el municipio de Tecamachalco y al oeste con el municipio de Acatzingo. 

## Demografía
De acuerdo con los resultados del Censo de Población y Vivienda de 2010 realizado por el Instituto Nacional de Estadística y Geografía, la población total de Quecholac asciende a 47 281 personas, de las que 23 041 son hombres y 24 240 son mujeres.

### Localidades

Mapa de principales localidades del municipio.

El municipio incluye en su territorio un total de 68 localidades. Las principales, considerando su población del censo de 2010 son:
| Localidad                 | Población |
| Total Municipio           | 47 281    |
| Palmarito Tochapan        | 17 213    |
| Quecholac                 | 10 216    |
| San Simón de Bravo        | 4 980     |
| San José Tuzuapan         | 3 404     |
| La Compañía               | 2 526     |
| Santa Catarina Villanueva | 2 220     |
| Santa Cruz Manjarrez      | 2356      |
| Guadalupe Enríquez        | 1 757     |
| San Bartolomé Coscomaya   | 1 632     |

## Política
El gobierno del municipio de Quecholac le corresponde al Ayuntamiento, que tiene su sede en la cabecera municipal; el Ayuntamiento se encuentra conformado por el presidente municipal, un Síndico y el cabildo integrado por ocho regidores, seis electos por el principio de mayoría relativa y dos por el de representación proporcional. 
Todos son electos mediante el voto universal, directo y secreto en un proceso electoral celebrado el primer domingo de junio del año de la elección y asumen sus cargos el 15 de febrero del siguiente año, por un periodo de tres años que no son reeligibles para el inmediato pero sí de forma alternada.

### Subdivisión administrativa
Para auxiliar al ayuntamiento en el gobierno interior del municipio, este se divide en 8 juntas auxiliares, que son:
- Guadalupe Enríquez
- Palmarito Tochapan
- San José Tuzuapan
- Santa Cruz Manjarrez
- Santa Catarina Villanueva
- La Compañía
- San Simón de Bravo
- San Bartolomé Coscomaya

Las juntas se encuentran integradas por un presidente municipal auxiliar y cuatro regidores, todos ellos electos popularmente por los habitantes de la comunidad para un período de tres años; el plebiscito en que son electos se celebra el último domingo del mes de marzo del año correspondiente y entran a ejercer su cargo el día 15 de abril siguiente.

### Representación legislativa
Para la elección de diputados locales representantes de la población en el Congreso de Puebla y diputados federales integrantes de la Cámara de Diputados de México, el municipio de San José Chiapa se encuentra integrado en los siguientes distritos electorales:
Local:
- Distrito electoral local 15 de Puebla con cabecera en Tecamachalco.[5]

Federal:
- Distrito electoral federal 4 de Puebla con cabecera en Ajalpan.[6]

### Presidentes municipales
- (1999-2001): Andrés Ramón Jiménez Vélez
- (2002-2005): José Teófilo Rojas Hernández
- (2005-2008): Julián Isidro Camarillo Miron
- (2008-2011): Alejandro Vicente Trejo García
- (2011-2014): Agustín Jorge Osorio Miron
- (2014-2018): Néstor Camarillo Medina
- (2018-2021): José Alejandro Martínez Fuentes
- (2021-2024): José Luis Peregrina Flores
- (2024-2027): María Guadalupe Martínez Gerardo

## personajes ilustres
- Juan Díaz (capellán) : Primer cura en celebrar misas en territorio Mexicano; primer párroco de Quecholac
- Rutilo Felipe Pozos Lorenzini : obispo de Diócesis de Ciudad Obregón